# 加速度円舞曲
『加速度円舞曲』（かそくどえんぶきょく、ドイツ語: Accelerationen）作品234は、ヨハン・シュトラウス2世が作曲したウィンナ・ワルツ。『加速度ワルツ』とも。

## 解説
1860年2月に作曲されたワルツである。当時34歳のシュトラウス2世は多忙を極めており、作曲するための時間がほとんどない状態でこのワルツを書いた。舞踏会前日の朝5時にゾフィエンザールで、手元にあったメニューの裏に走り書きでスケッチを行い、30分足らずで作曲を終えた後に写譜屋へ完成したワルツを手渡したという逸話が残されている。ただしシュトラウス2世はこのことについて少しばかり否定している。
初演は1860年2月14日に、ゾフィエンザールにおいて催された技術者舞踏会で行われ、作品はウィーン大学の技術学生に献呈された。発展する産業を示しており、ピアノ初版譜の表紙絵には、ギリシア神話の西風の神ゼピュロスとともに、蒸気船や熱気球、電線が描かれている。
後年、ケルドルファーによって『時は金なり！』という題名で男声合唱曲に編曲された。

## 構成
ゆっくりとしたテンポで開始し、演奏が進むにつれて徐々に速くなり、冒頭のアッチェレランド風な演奏によって面白い効果を上げている。演奏時間は約9分。